# Yaacov Scheiner
Yaacov Scheiner (héber betűkkel יעקב שיינר) (1946. november 16. –) izraeli nemzetközi labdarúgó-játékvezető.

## Pályafutása

### Nemzeti játékvezetés
1985-ben lett az I. Liga játékvezetője. Az aktív nemzeti játékvezetéstől 1993-ban vonult vissza.

### Nemzetközi játékvezetés
Az Izraeli labdarúgó-szövetség Játékvezető Bizottsága (JB) terjesztette fel nemzetközi játékvezetőnek, a Nemzetközi Labdarúgó-szövetség (FIFA) 1987-től tartotta nyilván bírói keretében. Több nemzetek közötti válogatott és klubmérkőzést vezetett, vagy működő társának partbíróként segített. Az aktív nemzetközi játékvezetéstől 1993-ban búcsúzott. Válogatott mérkőzéseinek száma: 5.

## Magyar vonatkozás
| Időpont           | Helyszín             | Mérkőzés típusa              | Mérkőzés                 | Eredmény | Nézők száma |
| ----------------- | -------------------- | ---------------------------- | ------------------------ | -------- | ----------- |
| 1989. október 25. | Népstadion, Budapest | felkészülési (637. mérkőzés) | Magyarország–Görögország | 1 – 1    | 4000        |